# Novo São Joaquim
Novo São Joaquim is een gemeente in de Braziliaanse deelstaat Mato Grosso. De gemeente telt 6.985 inwoners (schatting 2009).

## Aangrenzende gemeenten
De gemeente grenst aan Barra do Garças, Campinápolis, General Carneiro, Nova Xavantina, Poxoréu, Primavera do Leste en Santo Antônio do Leste.